# Gran Premio de la Ville de Nogent-sur-Oise
El Gran Premio de la Ville de Nogent-sur-Oise (oficialmente: Grand Prix de la Ville de Nogent-sur-Oise) es una carrera ciclista de un día francesa disputada en Nogent-sur-Oise.
Se comenzó a disputar en 1955 como amateur empezando a ser profesional desde la creación de los Circuitos Continentales UCI en 2005 forma parte del UCI Europe Tour, dentro de la categoría 1.2 (última categoría del profesionalismo) por ello la mayoría de sus ganadoers han sido franceses.
Está organizada por el Cyclo-club de Nogent-sur-Oise.

## Palmarés
En amarillo: edición amateur.
| Año  | Ganador                | Segundo              | Tercero             |
| ---- | ---------------------- | -------------------- | ------------------- |
| 1945 | Cadet                  |                      |                     |
| 1946 | Van Lerbergue          |                      |                     |
| 1947 | Lacour                 |                      |                     |
| 1948 | Bordinat               |                      |                     |
| 1949 | Pieters                |                      |                     |
| 1950 | Decroix                |                      |                     |
| 1951 | Leitchmann             |                      |                     |
| 1952 | Brachet                |                      |                     |
| 1953 | André Hantutte         |                      |                     |
| 1954 | Gaillart               |                      |                     |
| 1955 | Bernard Viot           |                      |                     |
| 1956 | Robert Trafert         |                      |                     |
| 1957 | Jean Hoffman           |                      |                     |
| 1958 | Robert Trafert         |                      |                     |
| 1959 | Daniel Dhieux          |                      |                     |
| 1960 | Guy Claud              |                      |                     |
| 1961 | José Saura             |                      |                     |
| 1962 | Jean-Paul Caffi        |                      |                     |
| 1963 | Bernard Launois        |                      |                     |
| 1964 | Laurence Byers         |                      |                     |
| 1965 | Henri Hiddinga         |                      |                     |
| 1966 | Claude Guyot           |                      |                     |
| 1967 | Dominique Dussez       |                      |                     |
| 1968 | Giovanni Fusco         |                      |                     |
| 1969 | Joël Grandsir          |                      |                     |
| 1970 | Jean-Pierre Loth       |                      |                     |
| 1971 | Joël Girard            |                      |                     |
| 1972 | Thierry Grandsir       |                      |                     |
| 1973 | Gérard Auguet          |                      |                     |
| 1974 | Thierry Grandsir       |                      |                     |
| 1975 | Éric Lalouette         |                      |                     |
| 1976 | André Fosse            |                      |                     |
| 1977 | Yves Daniel            |                      |                     |
| 1978 | Éric Lalouette         |                      |                     |
| 1979 | Gérard Aviegne         |                      |                     |
| 1980 | André Fosse            |                      |                     |
| 1981 | Michel Duffour         |                      |                     |
| 1982 | Bernard Stoerssel      |                      |                     |
| 1983 | Gilles Benichon        |                      |                     |
| 1984 | Thierry Lefèvre        |                      |                     |
| 1985 | Jean-Luc Carer         |                      |                     |
| 1986 | Leigh Chapman          |                      |                     |
| 1987 | Yannick Foirest        |                      |                     |
| 1988 | Marc Ricaux            |                      |                     |
| 1989 | Jean-Claude Andrieux   |                      |                     |
| 1990 | Eddy Seigneur          |                      |                     |
| 1991 | Jean-Sebastien Mizzi   |                      |                     |
| 1992 | Jean-Christophe Rogert |                      |                     |
| 1993 | Michel Dubreuil        |                      |                     |
| 1994 | Jean-Jacques Moros     |                      |                     |
| 1995 | Jean-Michel Tilloy     |                      |                     |
| 1996 | Arnaud Auguste         | Reynald Bos          | David Millar        |
| 1997 | Samuel Renaux          | Franck Tognini       | Vincent Klaes       |
| 1998 | Mickaël Leveau         | Mickaël Fouliard     | Erwan Jan           |
| 1999 | Arturas Trumpauskas    | Loïc Vasseur         | Mickaël Fouliard    |
| 2000 | Sébastien Six          | Cédric Loué          | Shinichi Fukushima  |
| 2001 | Philippe Vereecke      | Christophe Stevens   | David Drieux        |
| 2002 | Pascal Carlot          | Tony Cavet           | Alexandre Sabalin   |
| 2003 | Marc Chanoine          | Steven De Champs     | Paul Redenbach      |
| 2004 | Kilian Patour          | Sébastien Minard     | Vladimir Koev       |
| 2005 | Tristan Valentin       | Médéric Clain        | Samuel Gicquel      |
| 2006 | Jos Pronk              | Fredrik Johansson    | Piotr Chmielewski   |
| 2007 | Mateusz Mróz           | Martin Mortensen     | Ivan Seledkov       |
| 2008 | Evaldas Šiškevicius    | Cyril Bessy          | Andrius Buividas    |
| 2009 | Martin Pedersen        | Alexis Bodiot        | Erki Pütsep         |
| 2010 | Vytautas Kaupas        | Alexander Mironov    | Dimitry Samokhvalov |
| 2011 | Alexey Tsatevitch      | Barry Markus         | Ioannis Tamouridis  |
| 2012 | Igor Boev              | Alexis Bodiot        | Steve Schets        |
| 2013 | Alexander Kamp         | Alexis Bodiot        | Jérôme Baugnies     |
| 2014 | Clément Penven         | Quentin Pacher       | François Lamiraud   |
| 2015 | Robin Stenuit          | Andrea Pasqualon     | Kevyn Ista          |
| 2016 | Guillaume Gaboriaud    | Étienne Fabre        | Clément Russo       |
| 2017 | Jordan Levasseur       | Dimitri Peyskens     | Benoît Jarrier      |
| 2018 | Julien Antomarchi      | Mickaël Guichard     | Florent Pereira     |
| 2019 | Emiel Vermeulen        | Maxime Urruty        | Samuel Leroux       |
| 2020 | No se disputó          | No se disputó        | No se disputó       |
| 2021 | Karl Patrick Lauk      | Morne Van Niekerk    | Mickaël Guichard    |
| 2022 | Alexander Richardson   | Baptiste Veistroffer | Maxime Dransart     |
| 2023 | No se disputó          | No se disputó        | No se disputó       |
| 2024 | Justin Ducret          | Yacine Hamza         | Ronan Augé          |

## Palmarés por países
| País          | Victorias |
| ------------- | --------- |
| Francia       | 59        |
| Bélgica       | 5         |
| Lituania      | 3         |
| Países Bajos  | 2         |
| Rusia         | 2         |
| Dinamarca     | 2         |
| España        | 1         |
| Nueva Zelanda | 1         |
| Polonia       | 1         |
| Estonia       | 1         |
| Reino Unido   | 1         |